# Фрідріх Бурдах
Карл Фрідріх Бурдах (нім. Karl Friedrich Burdach 12 червня 1776 р. (Лейпциг) — 16 липня 1847 р. (Кенігсберг)) — німецький анатом та фізіолог, професор Дерптського (Тартуського) (1811) і Кенігсберзького (1814) університетів.
Особливу увагу приділяв вивченню морфології, онто- і філогенезу головного мозку, в якому виділив проєкційні, комісуральні і ассоціаціонн провідні системи. Іменем Бурдаха названий нервовий пучок (в задніх стовпах спинного мозку), що забезпечує відчуття дотику і глибоку чутливість нижніх кінцівок і нижніх відділів тулуба. В 1817 році з ініціативи Бурдаха при Альбертині було побудовано нову будівлю Анатомічного театру. Заснував при Кенігсберзькому університеті 1-й науковий анатомічний інститут і брав участь у створенні анатомічного музею.
З 1835 обіймав посаду директора медичної колегії, а в 1837—1844 рр. займав місце голови Фізико-медичного товариства. У 1845 р. Бурдах вийшов у відставку.

## Твори
- Власні:
  - Über die Aufgabe der Morphologic, L., 1818: Vom Baue und Leben des Gehirns, Bd 1-3, Lpz., 1819- 26; («О задачах Морфологии»)
  - Vom Baue und Leben des Gehirns, Bd 1—3, Lpz., 1819— 26 («О строении и жизни мозга»)
  - Über Psychologie als Erfahrungswissenschaft, Bd 1-4, Lpz., 1826-32. («О физиологии как о практической науке»)
  - Beitrage zu einer kritischen Physiologie des Gehirns, 2 Bande, Leipzig 1806. («О критической физиологии мозга»)
  - Encyclopaedie der Heilswissenschaft, 3 Bande, Leipzig 1812. («Энциклопедия лечебной науки»)
  - Vom Bau und Leben des Gehirns und Ruckenmarks, 2 Bande, Leipzig 1819—26. («О строении головного и спинного мозга»)

- Спільні:
  - Russische Sammlung fur Naturwissenschaft und Heilkunst, Riga und Leipzig 1815—1817. («Русский сборник по естественным наукам и лечебному делу»)
  - Die Physiologie als Erfahrungswissenschaft, 6 Bande, Leipzig 1826—1840. («Физиология как практическая наука»)

- Автобіографія: «Blicke in's Leben», Leipzig, 1844. («Взгляд в жизнь»)
- Біографія: Allgemeine Deutsche Biographie, том 3-й. («Спільні німецькі біографії»)

## Наукові ступені та нагороди
- 1811 — професор Дерптського (Тартуського) університету
- 1814 — професор Кенігсберзькому університету
- 1818 — іноземний член-кореспондент Петербурзької академія наук